# Uranus Pathfinder
Uranus Pathfinder é uma missão espacial avaliada pela Agência Espacial Europeia na década de 2010. A missão Uranus Pathfinder seria uma missão Classe-M para ser lançada ao planeta Urano em 2022 e que contou com a assinatura de 120 cientistas de todo o mundo. O custo da missão sai por volta de 470 milhões de euros.

## Ligações Externas
Uranus Pathfinder